# Vampyr (jogo eletrônico)
Vampyr é um jogo de ação e rpg desenvolvido pela Dontnod Entertainment e publicado pela Focus Home Interactive. Ele estaria disponível para Microsoft Windows, PlayStation 4 e Xbox One em 2017, mas foi adiado para 2018. Uma versão também para o Nintendo Switch será lançada em 2019.
O enredo gira em torno do médico vampiro Jonathan Reid, que quer chegar a termos com sua condição de morto-vivo. Ele deve lidar com o fato de estar dividido entre o seu Juramento de Hipócrates e a sua sede de sangue. O jogador não é obrigado a matar para terminar o jogo. Opções de diálogo podem ser utilizadas para a caça de suas presas e para se alimentar, o que repõe a força e aumentar o nível, do personagem principal.
Vampyr se passa em Londres durante a pandemia da gripe espanhola em 1918. A ambientação foi pesquisada ao viajar para Londres e os visuais foram feitos com pontos de referências reais e imaginários em mente.

## Jogabilidade
Vampyr é um jogo de rpg de ação jogado a partir de uma câmera em terceira pessoa. O jogador controla o protagonista do jogo, Jonathan E. Reid, um médico vampiro, cuja sede de sangue o obriga a matar pessoas inocentes. Para fazer isso com sucesso, ele deve reunir informações sobre seus alvos, estudar e mudar seus hábitos, coletar pistas e manter certos relacionamentos ao comunicar-se com os habitantes de Londres, o que serve como um mundo ficcional semi-aberto construído em torno de centros de bairros que se ligam a outras áreas. Igual no conto de vampiros, Reid só pode entrar em uma casa com um convite. Se alguém assim escolher, qualquer um no jogo poderia ser um alvo, o que traz consequências que afetam a história. Cada Morador tem um tipo diferente de história, relacionamentos e rotinas diárias. Se eles morrerem, eles vão dar para Reid seu último pensamento. Alimentar-se de sangue humano vai desbloquear novos poderes vampíricos, além de fornecer nutrição. A habilidade "Hipnotizar" pode determinar o comportamento de alvos fracos, como coagir-los a revelar informações importantes ou guiar eles para áreas menos visíveis, de modo a possibilitar que Reid se alimente sem ter que recorrer ao combate. pode-se curar as vítimas feridas e doentes a fim de ganhar mais no processo. a taxa de aflição de cada um pode ser visualizada quando Reid utiliza-se de seus sentidos de vampiro. Cada distrito terá uma pontuação com base na média da saúde de seus cidadãos. é possível terminar o jogo sem tirar uma vida, que melhor preserva o disfarce de Reid como médico , mas deixa-o incapaz de subir de nível.
Reid pode utilizar armas de corpo a corpo improvisadas, como uma serra, bem como armas de longo alcance, nas lutas contra outros vampiros mutantes conhecidos como "caveiras", e matadores de vampiros que podem facilmente detectar a raça de Reid . As melhorias de armas são possíveis através da fabricação e ao saquear itens dos corpos das vítimas. Enquanto estiver usando os poderes de vampiro em combate, a vida e energia do personagem é drenada. Isso o força a se alimentar, a fim de repor imediatamente a sua força. Ele também pode utilizar a sua habilidade "Primavera" para alcançar locais que de outra forma estariam fora do alcance e avançar mais rapidamente através das fendas, que uma vez melhorada, pode causar danos no impacto e invencibilidade temporária.

## Desenvolvimento
O desenvolvimento começou com uma equipe de 60 pessoas, muitos dos quais trabalharam no projeto anterior da Dontnod Entertainment, Life Is Strange. Vampyr é a pronúncia Húngara para "vampiro", que Dontnod escolheu como o título em referência a um homem húngaro, em 1700, que foi acusado de ser um vampiro, o primeiro documento público deste tipo. Por um curto período de tempo, a desenvolvedora considerou ambientar o jogo em 1950 na América, mas para dar um tom mais gótico foi descartado em favor da atual ambientação em Londres. O Diretor de arte Grégory Szucs afirmou que as pinturas de Phil Hale influenciou o seu estilo de arte, também com o propósito da atmosfera. A Dontnod conduziu uma pesquisa sobre a ambientação visitando Londres e tirarando fotografias, e estudando os eventos que cercam o período, utilizando tanto os fatos quanto a ficção como pontos de referência para criar o visual, realizado com iluminações foto-realistas, e de pós-processos em execução no Unreal Engine 4.
O assassinato de inocentes no jogo como o preço para a imortalidade tem como intenção explorar o dualismo do protagonista, que tem que sobreviver como um vampiro e ao mesmo tempo, ser um médico, tendo que escolher entre cumprir o Juramento de Hipócrates ou aceitar a sua natureza vampírica.